# San Pedro (Entre Ríos)
San Pedro o Colonia Freitas es una localidad y centro rural de población con junta de gobierno de 2ª categoría del distrito Mandisoví del departamento Federación, en la provincia de Entre Ríos, República Argentina. Se halla sobre la ruta Provincial 2, la cual constituye su principal vía de comunicación vinculándola con Chajarí al este y Los Conquistadores al oeste.
La población de la localidad, es decir sin considerar el área rural, era de 222 personas en 1991 y de 362 en 2001. La población de la jurisdicción de la junta de gobierno era de 522 habitantes en 2001.
A fines del siglo XIX el general Justo José de Urquiza creó en esta zona la estancia La Florida, primera colonia oficial de Entre Ríos a partir de la cual se distribuyeron los lotes entre los colonos, dando origen a San Pedro.
El decreto 21/1976 MGJE del 7 de enero de 1976 designó Villa San Pedro al centro urbano de la Colonia Freitas.
La planta urbana de la localidad fue fijada por decreto 3834/1986 MGJE del 27 de agosto de 1986. Los límites jurisdiccionales de la junta de gobierno fueron fijados por decreto 3999/1986 MGJE del 3 de septiembre de 1986 y modificados por decreto 2876/2006 MGJEOYSP del 2 de junio de 2006 para incluir a Colonia Cadel y a Colonia Oficial N.º 20.